# Ceratina loa
Ceratina loa är en biart som beskrevs av Embrik Strand 1912. Ceratina loa ingår i släktet märgbin, och familjen långtungebin. Inga underarter finns listade i Catalogue of Life.